# Diplommatina crassilabris
Diplommatina crassilabris é uma espécie de gastrópode  da família Diplommatinidae.
É endémica de Palau.